# Az ENSZ Gyermekjogi Bizottsága
Az ENSZ Gyermekjogi Bizottsága (angolul: Committee on the Rights of the Child, rövidítve CRC) független szakértőkből álló testület, amely a A gyermekek jogairól szóló egyezmény jogrendszerbe való beépítését és alkalmazását vizsgálja azokban az országokban, amelyek ratifikálták az egyezményt.

## A Bizottságról
Az ENSZ Gyermekjogi Bizottságának 18 tagja van, és az Emberi Jogi Főbizottság (OHCHR) alá tartozik. Székhelye a genfi Palais Wilsonban található. A Bizottság független szakértőkből áll, tevékenységét az ENSZ Közgyűlés hagyja jóvá. Munkája az ENSZ hivatalos nyelvein folyik: többnyire angol, francia, spanyol, de lehet orosz, vagy arab nyelven, illetve lehetőség van tolmács igénybe vételére.

## Tevékenység
A testület az 1989-ben elfogadott Gyermekjogi Egyezményt elfogadó országok kötelezettségeit vizsgálja, amelyeket azok jelentés formájában tesznek meg. Akik ugyanis elfogadták az egyezményt, egyben azt is vállalták, hogy jelentésben beszámolnak az egyezményhez kötődő előrelépésekről. Az elfogadás után két évvel, majd ezután ötévente kötelesek ennek eleget tenni.

## Testület munkarendje
Évente háromszor, 1-1 hónap időtartamra ül össze a Bizottság. Az első három héten a tagállamok kormányainak jelentéseit beszélik meg. Az utolsó héten a következők készülnek elő: civilek, szakértők, ENSZ szervezetek, ombudsmanok, gyerekek részvételével. A kormányzatokkal folytatott konzultáció után a civilek észrevételei, és az országok jelentése alapján az ország jelentéstevői összeállítják a záró észrevételek és ajánlások tervezetét. A Bizottság a jelentéseket, valamint a dokumentumokat konszenzusos módszerrel fogadja el.

## Átfogó kommentárok
A Gyermekjogi Egyezmény bizonyos cikkeihez a Bizottság átfogó kommentárokat készít. Ezekben álláspontjukat fejtik ki az adott témát illetően. Ezeket a részt vevő államoknak figyelembe kell venniük.
A Bizottság eddigi kommentárjai az egyes cikkekkel összefüggésben:
- 1. Az oktatás célja
- 2. A független nemzeti emberi jogi intézmények szerepe a gyermekjogok előmozdításában és   védelmében
- 3. A HIV/AIDS és a gyermekjogok
- 4. Serdülőkori egészség és fejlődés a Gyermekjogi egyezménnyel

összefüggésben
- 5. A Gyermekjogi egyezmény megvalósításának érdekében tett átfogó

intézkedések
- 6. A származási országukon kívül, kísérő nélkül lévő és egyedülálló

gyerekek esetében alkalmazott bánásmód
- 7. A gyerekjogok megvalósítása, alkalmazása kora gyerekkorban
- 8. A gyerekek testi fenyítéssel, illetve az egyéb kegyetlen vagy megalázó

formában történő fenyítéssel szembeni védelemhez való joga
- 9. A fogyatékkal élő  gyerekek jogai
- 10. Gyermeki jogok a fiatalkorúak igazságszolgáltatási rendszerében
- 11. Őslakos gyerekek és jogaik az Egyezmény értelmében (2009)
- 12. A gyerekek joga a véleménynyilvánításhoz (2009)

## Vitanapok
Erre minden évben sor kerül. Mintegy 100 résztvevőt hívnak meg: a Bizottság tagjait, titkárság munkatársait, szakértőket, civil szervezeteket, ENSZ szakosított szerveinek képviselőit. A vitanapok végén összefoglalókat készítenek, amelyek a további munka tekintetében nagyon fontos alapanyagként szolgálnak.